# ذا لاست كينغدوم: سيفن كينغس مست داي
ذا لاست كينغدوم: سيفن كينغس مست داي هو فيلم درامي تاريخي بريطاني من إخراج إدوارد بازالجيت، وتأليف مارثا هيلير، ويستند إلى قصص سكسونية من تأليف برنارد كورنويل. إنه تكملة للمسلسل التلفزيوني ذا لاست كينغدوم . أعاد ألكسندر دريمون دوره كأوتريد من بيبانبورغ.
أصدرت Netflix الفيلم في 14 أبريل 2023. من المفترض أن تكون بمثابة خاتمة للمسلسل والقصة.

## حبكة
بعد وفاة الملك إدوارد، يتصارع الغزاة والورثة المنافسون على التاج، ويجب على أوتريد أن يخوض مغامرة مرة أخرى مع رفاقه أثناء محاولتهم تشكيل إنجلترا الموحدة.

## ممثلون
- الكسندر دريمون في دور أوتريد من بيبانبورغ
- هاري جيلبي مثل Æthelstan
- مارك رولي في دور فنان
- أرناس فيدارافيسيوس بدور سيتريك
- كافان كليركين بدور الأب بيرليج
- جيمس نورثكوت في دور ألدهيلم
- لوري ديفيدسون في دور إنغيلموند [1]
- إيلين كاسيدي في دور إيدجيفو [1]
- روس أندرسون في دور دومنال
- إيلونا تشيفاكوفا بدور إنغريث [1]
- جاكوب دودمان في دور أوسبيرت [1][3]
- رود هاليت في دور كونستانتين
- إيوان هوروكس في دور أولفويرد من ويسيكس
- ستيفان رودري في دور هيويل [1]
- إنغريد غارسيا جونسون كعلامة تجارية [1]
- توم كريستيان دور دنستان
- زاك ساتكليف في دور إدموند من ويسيكس
- نيك ويتمان في دور إيمون
- الكسندرا توث في دور سيدة في الانتظار
- بيكا سترانج بدور أنلاف [1]
- أغنيس ولدت في دور أستريد [1]
- ستيف برامويل في دور ليدي واسا [1]
- جون بويك في [1] أوين
- سولت بال في دور ملك أوركني [1]
- أتيلا أربا في دور ملك شتلاند [1]
- لوران وينكلر في دور ملك الرجل [1]

## إنتاج
كشف المنتج نايجل مارشانت عن استمرار الحديث عن فيلم بعد إطلاق الموسم الرابع من ذا لاست كينغدوم في أبريل 2020. في أكتوبر 2021، قبل الموسم الخامس من المسلسل الذي تم إصداره على Netflix في أوائل عام 2022، تم الإعلان عن تكملة طويلة للمسلسل في London MCM Comic-Con بواسطة Dreymon، الذي عمل كمنتج تنفيذي بالإضافة إلى بطولة أوتريد في المسلسل. تم منحه عنوان العمل (Seven Kings Must Die) وسيتبع أحداث المسلسل التي وقعت على مدار 45 عامًا تقريبًا من التاريخ من عام 866 فصاعدًا، مع التركيز على مملكة ويسيكس وتوغلات الفايكنج المستمرة في إنجلترا.
كتبت مارثا هيلير سيناريو فيلم "سيفين كينغس مست داي" بإخراج إيد بازالغيت وإنتاج مارشانت وغاريث نيمي ومات شابلن. إلى جانب دريمون، عمل هيلير أيضًا كمنتج تنفيذي. تم إنتاجه بواسطة كارنيفال فيلمس وتوزيعه في جميع أنحاء العالم بواسطة NBCUniversal International Distribution. بدأ التصوير الفوتوغرافي الرئيسي في بودابست في يناير 2022، وانتهى في نهاية مارس 2022.

## إصدار
تم عرض الفيلم في 14 أبريل 2023 بواسطة نتفليكس.